# Stereodon subhamulosus
Stereodon subhamulosus är en bladmossart som beskrevs av Kindberg 1910. Stereodon subhamulosus ingår i släktet Stereodon och familjen Hypnaceae. Inga underarter finns listade i Catalogue of Life.